# Kanton Auxerre-4
Der Kanton Auxerre-4 ist seit 2015 ein französischer Wahlkreis für die Wahl des Départementrats im Département Yonne in der Region Bourgogne-Franche-Comté. Er umfasst drei Gemeinden im Arrondissement Auxerre und hat sein Bureau centralisateur in Auxerre.

## Gemeinden
Der Kanton besteht aus drei Gemeinden und Gemeindeteilen mit insgesamt 14.072 Einwohnern (Stand: 1. Januar 2022) auf einer Gesamtfläche von 58,06 km²:
| Gemeinde         | Einwohner 1. Januar 2022 | Fläche km² | Dichte Einw./km² | Code INSEE | Postleitzahl |
| ---------------- | ------------------------ | ---------- | ---------------- | ---------- | ------------ |
| Auxerre          | 11.252                   | 22,82      | 493              | 89024      | 89000, 89290 |
| Chevannes        | 2.145                    | 23,54      | 91               | 89102      | 89240        |
| Vallan           | 675                      | 11,70      | 58               | 89427      | 89580        |
| Kanton Auxerre-4 | 14.072                   | 58,06      | 242              | 8904       | –            |

1. ↑   Nur der nordöstliche Teil der Gemeinde, der Rest verteilt sich auf die Kantone Auxerre-1, Auxerre-2 und Auxerre-3.